# Can Marcet (Barcelona)
Can Marcet és una antiga masia del barri de la Vall d'Hebron de Barcelona, catalogada com a bé amb elements d'interès (categoria C). A prop hi ha els jardins de Can Marcet.

## Història
Antigament es deia mas Calvet de sa Pujada i posteriorment La Pineda i Mas Oliver. Segons la documentació notarial, el 1655, el mercader Josep Bofarull va comprar el mas i les terres al pagès de Sarrià Salvador Guinart, establint un vincle en el seu testament. El 1685, el seu fill Marià Bofarull, doctor en drets, va establir-lo en emfiteusi al pagès Francesc Saladriga, i el 1710, la seva vídua Teresa de Lledó va vendre el mas de les Oliveres a Josep Vallonesta. El 1755, les seves filles Teresa, Maria i Gertrudis Bofarull i de Lledó iniciaren un litigi per a recuperar les propietats alienades, obtenint la restitució del mas Calvet per Carles Saladriga, net de Francesc, a canvi d'una indemnització, i tot seguit, en van fer donació a Maria Josepa Barrera i Prat de Sant Julià, casada amb Josep Ignasi d'Alòs i de Soldevila, fill Josep Francesc d'Alòs i de Rius,  marquès de Puerto Nuevo.
El 1822, Josep Maria Pallós, procurador del marquès Josep Ignasi d'Alòs i Barrera, el va establir en emfiteusi a Francesca Inglada. El 1829, aquesta i el seu marit Marià Pascual i Pascual el vengueren a carta de gràcia al fabricant tèxtil Aleix Baulenas i Gaig (†1861), que, tot seguint les disposicions testamentàries del seu pare Jaume, el va deixar en usdefruit al seu germà Josep, incapacitat per boig. El 1840, Aleix Baulenas va comprar a Manuel Pascual i a l'hereu Sebastià Anton Pascual i Inglada el dret de recobrar la propietat, i el 1858, en va fer donació al seu fill i hereu Jaume Baulenas i Vinyals. Aquest va fer reconstruir la casa, i el 1865 va entrar en concurs de creditors a causa de l'anomenada «fam del cotó», causada per la Guerra de Secessió nord-americana (1861-1865). Finalment, i després d'haver acudit a la via judicial per a commutar l'usdefruit del seu oncle Josep per un violari o pensió vitalícia de 910 pessetes anuals, el 1872 ell i els seus creditors van vendre la propietat per 42.000 pessetes al corredor reial de canvis Frederic Marcet i Vidal, que tot seguit va demanar permís per a construir-hi un mur de tanca amb una porta d'accés, segons el projecte del mestre d'obres Pau Jambrú i Tresserras.
A la seva mort el 1898, passà a la seva esposa Dolors Planàs i Armet (†1902), i per això se la coneixia com a Quinta Dolores. Posteriorment, passà a les seves germanes Dolors i Concepció, i el 1925, els hereus de confiança en vengueren una part als salesians. Finalment, el 1940, la casa-torre i la resta de la finca va ser comprada per les saleses.

## Descripció

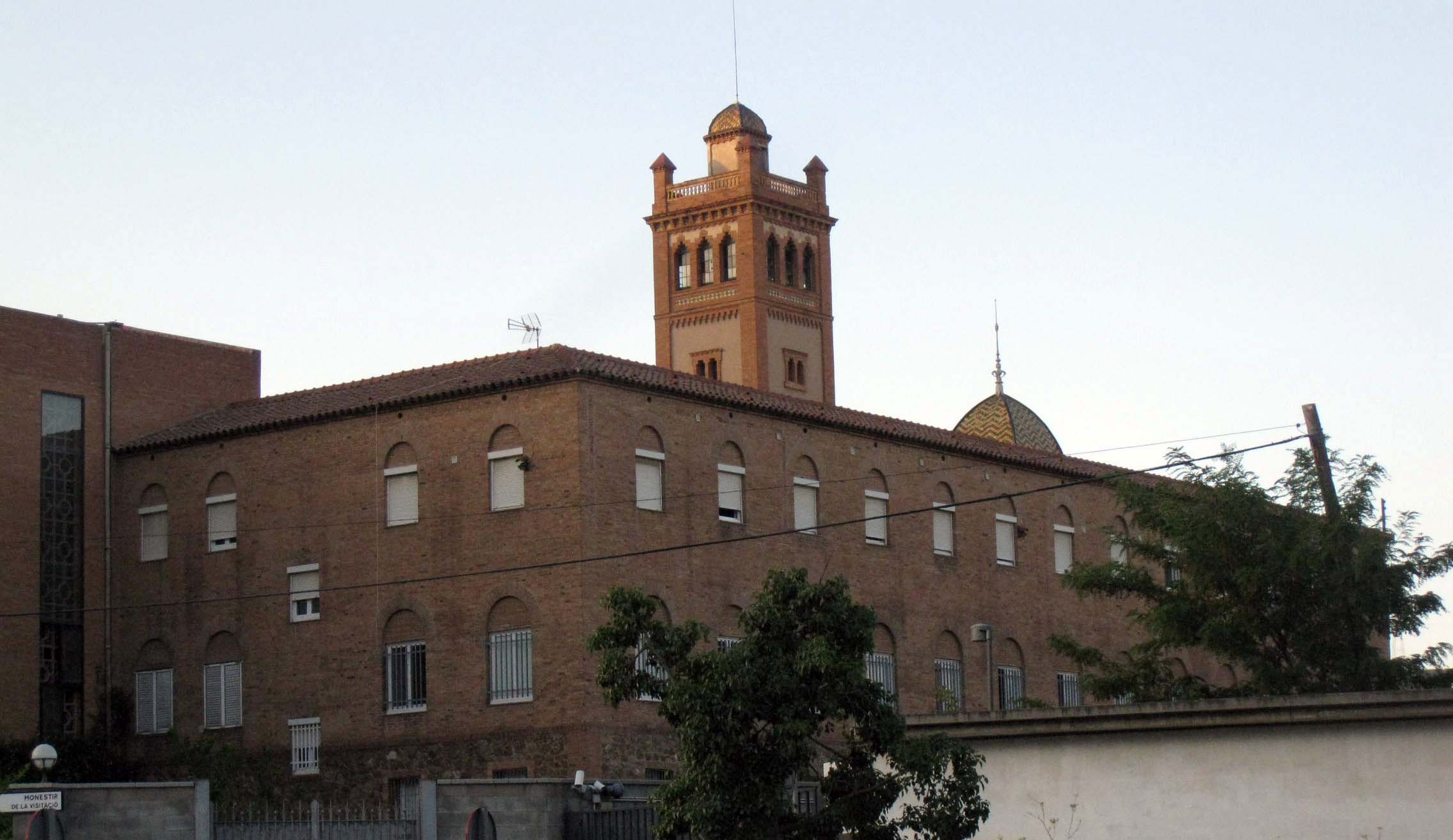
Monestir de la Visitació i antiga torre de Can Marcet

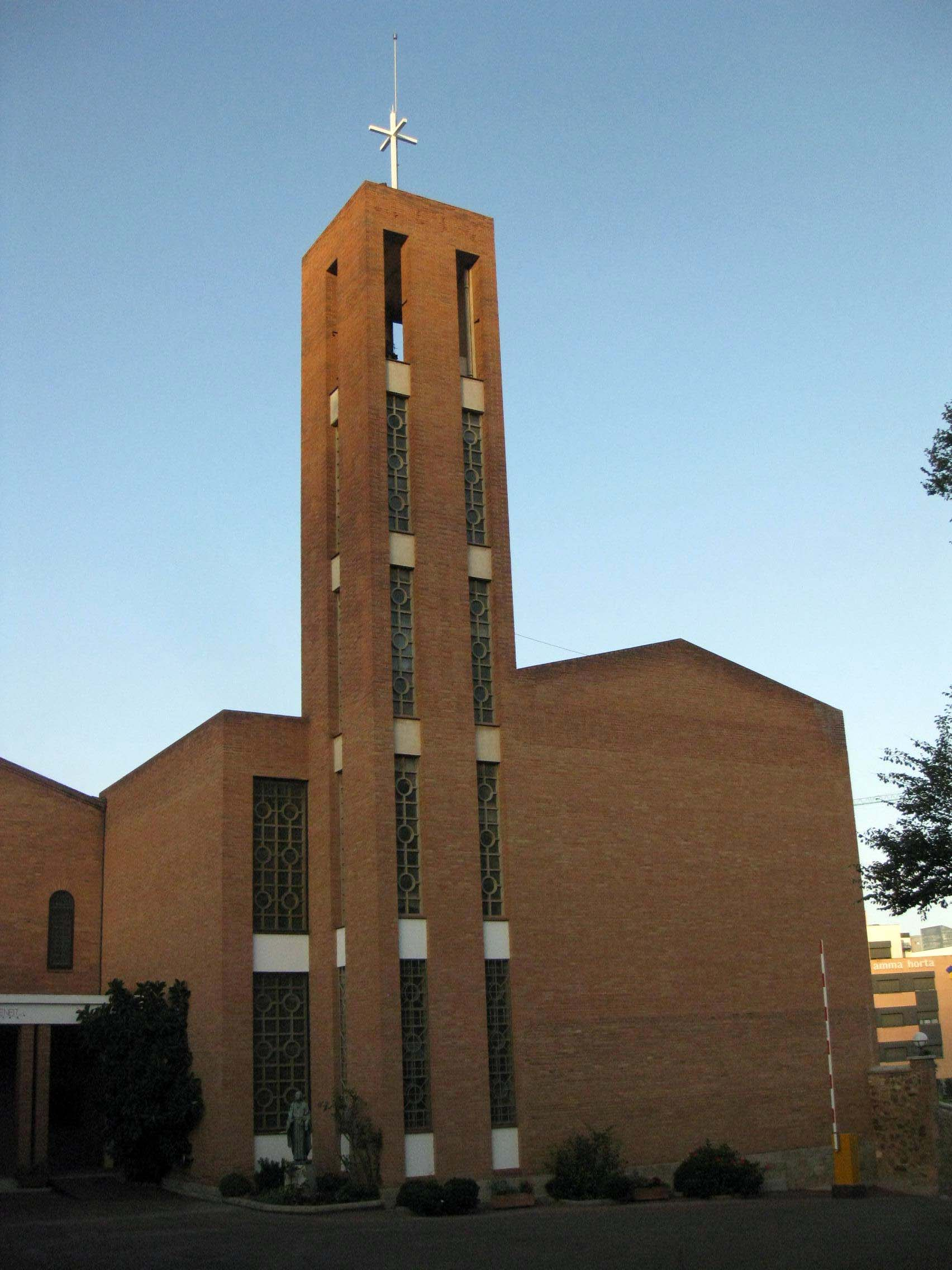
Església i campanar de la Visitació, a Can Marcet

Als anys 1950, la comunitat religiosa hi va afegir diversos cossos, un gran claustre i una església (també inclosa al Catàleg de Patrimoni), i de la finca original, només en queda la casa-torre, integrada en el claustre i que disposava d'una instal·lació d'aigua provinent de la mina de Can Travi. Es tracta d'un edifici de planta baixa, pis i golfes, sobre la que s'aixeca una torratxa de planta rectangular, amb un terrat mirador al capdamunt, i una altra torre adossada coronada amb una cúpula recoberta per escates ceràmiques. El llenguatge arquitectònic és modernista amb reminiscències neomudèjars i destaca la utilització del maó vist i els ràfecs.
L'església té moltes similituds amb la de les Llars Mundet, obra també de Manuel Baldrich. Cal destacar la torre campanar de planta quadrada, amb incisions que recorren verticalment el cos, buides a la part superior i amb vitralls a la banda est.